# Borso del Grappa
Borso del Grappa est une commune italienne d'environ 5 900 habitants située dans la province de Trévise dans la région Vénétie, dans le nord-est de l'Italie.

## Géographie
Borso del Grappa est une commune italienne rattachée à la province de Trévise et à la région Vénétie. Sa superficie est de 33,0 km2, sa latitude de 45° 49 15 Nord, sa longitude de 11° 47 46 Est.
Son altitude minimale est de 279 mètres. Nichée au pied du Monte Grappa, sur la bande préalpine qui va du Brenta au Piave, Borso s’étire entre le massif calcaire préalpin des Dolomites et les collines qui descendent vers la plaine et Venise.

## Histoire
Les fouilles archéologiques ont mis en évidence à Semonzo la présence d’habitants dès le Paléolithique, des traces humaines remontant à 35 000 ans av. J.-C. ayant été découvertes. À Borso, des traces de sépultures datées entre le VIe et le Ve siècle av. J.-C. ont été mises au jour. À Semonzo, des vestiges romains datant du Ier siècle apr. J.-C. ont été trouvés. Découvert près de l’actuelle église de San Eulalia, le sarcophage de Caius Vettonius Maximus a été daté du IIIe siècle apr. J.-C. La présence romaine sur les pentes du Monte Grappa est attestée au moins jusqu’à 568, date de l’invasion des Longobards.
La première mention du nom de Semonzo date de 790 (« logo Somoncio »). La première trace écrite connue du toponyme « Borso » date de 1085 et figure dans un acte attestant que l’abbaye bénédictine Santa Eufemia de Villanova (dans la province de Padoue) reçoit en donation un grand nombre de biens fonciers dans « le village appelé Borso » (“villa quae dicitur Bursus”).

Ces territoires furent longtemps dominés par Asolo (Acelum), ville romaine qui devint municipium et se développa surtout entre le Ier siècle av. J.-C. et le Ier siècle apr. J.-C. Après la chute d’Asolo, l’Asolano connut l’hégémonie successive de puissantes familles, en particulier celle des Ezzelini qui les domina entre le XIe et le XIIIe siècle.
En 1388, Borso intègre la république de Venise, son territoire étant inclus dans le podestat d’Asolo qui dépend de Trévise. Avec la première campagne d'Italie, Napoléon Bonaparte met fin à plus de 4 siècles de « pax veneziana » à Borso. La commune connaitra ensuite tous les remous subis par le territoire italien jusqu'au Risorgimento et à la constitution de l'État italien, que la Vénétie rejoint en 1866.

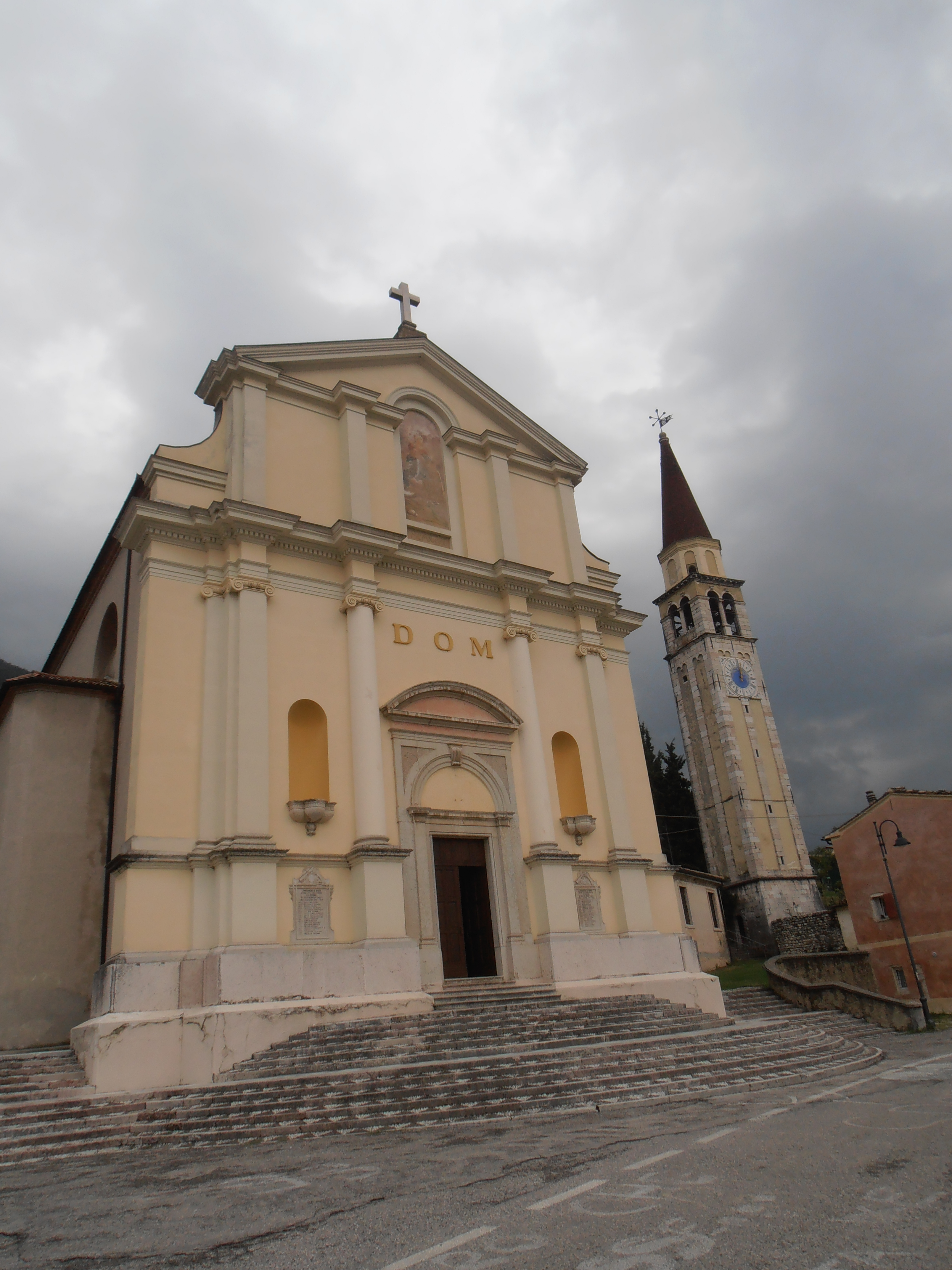
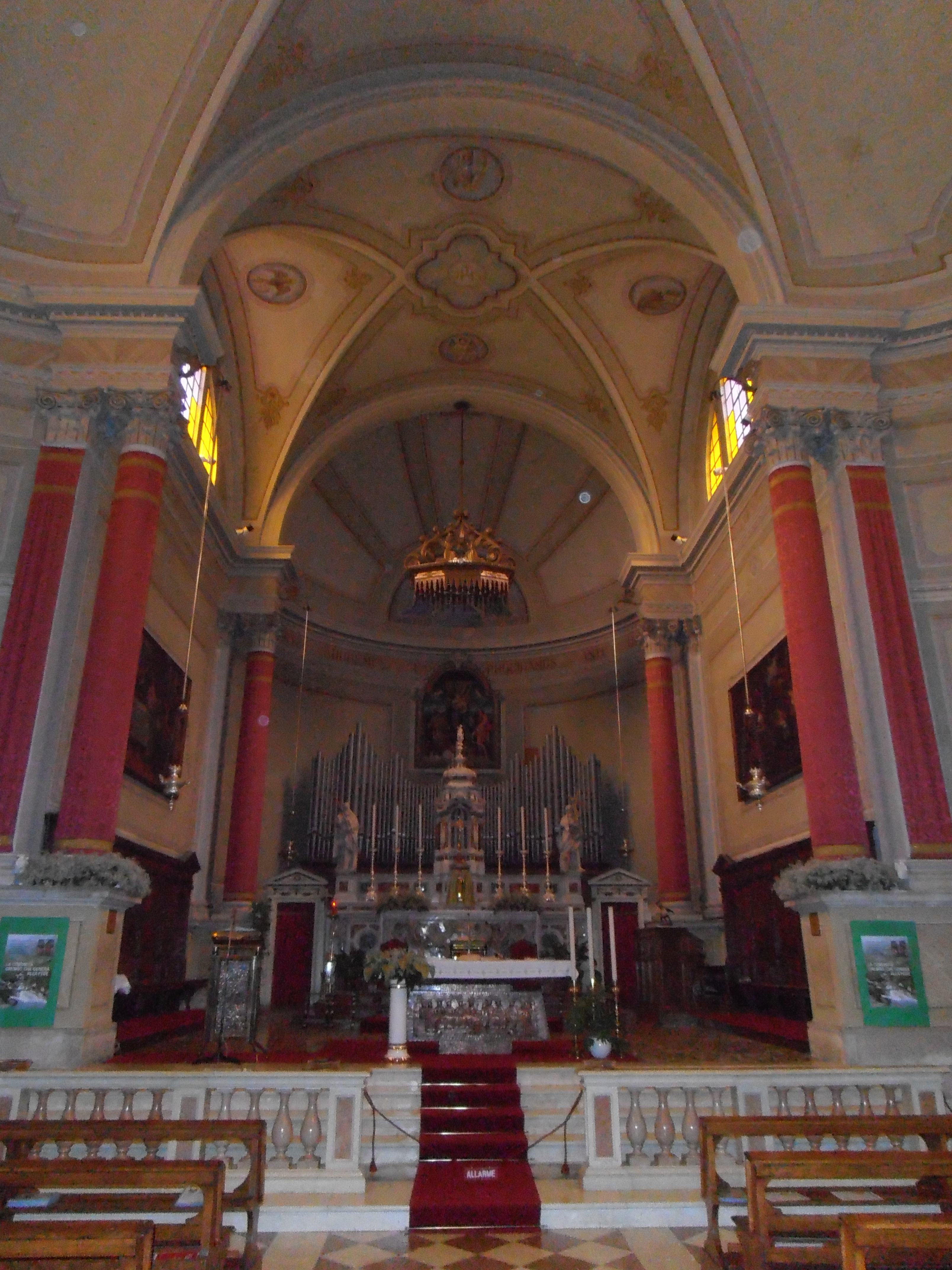
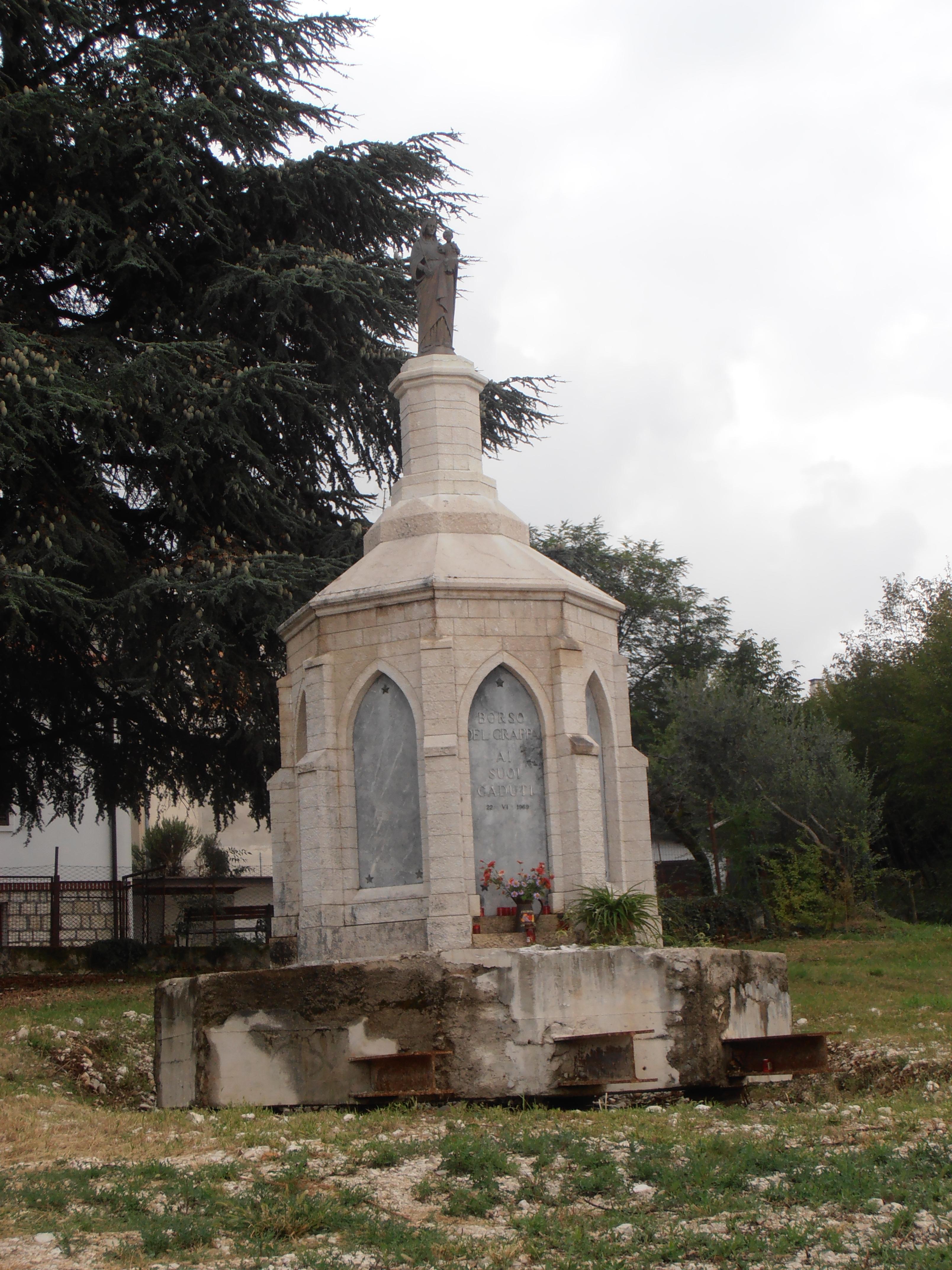

## Monuments et patrimoine
- On trouve dans l'église Santa Maria une Vierge à l'Enfant avec saint Jean Baptiste de Jacopo Bassano, datant de 1537.
- L'un des principaux monuments situés sur la commune est le cimetière militaire du Monte Grappa et son ossuaire, qui rassemble les dépouilles des 22 910 soldats italiens et austro-hongrois tombés dans le massif durant la Première Guerre mondiale.

## Administration
| Période                                  | Période   | Identité       | Étiquette    | Qualité                 |
| ---------------------------------------- | --------- | -------------- | ------------ | ----------------------- |
| depuis mai 2012                          | En cours  | Ivano Zordan   | Lista Civica | Maire                   |
| mars 2011                                | mai 2012  | Paola de Palma |              | Commissaire préfectoral |
| juin 2009                                | mars 2011 | Igino Fabbian  | Lega Nord    | Maire                   |
| Les données manquantes sont à compléter. |           |                |              |                         |

Source : Ministère de l'intérieur

### Hameaux
La commune de Borso del Grappa regroupe les hameaux (« frazioni ») suivants (entre parenthèses, distance par rapport au centre de Borso del Grappa) :
Cassanego (3,39 km), Fuga (3,50 km), Micheloni (0,98 km), Palazzo Faggion (1,31 km), San Pierin (1,34 km), Sant'Eulalia (3,09 km), Savi (3,77 km), Semonzo (1,81 km), Spezzamonte (0,71 km)

### Communes limitrophes
Cismon del Grappa, Crespano del Grappa, Mussolente, Pove del Grappa, Romano d'Ezzelino, San Zenone degli Ezzelini

### Toponymie
Le toponyme « Borso » pourrait dériver des patronymes Bursa, documenté dans différentes zones de Vénétie (par exemple a Borsoi di Tambre) ou Bonaccorso, qui serait devenu Borso par syncope dans la langue locale. Une autre hypothèse est relative à la présence de buis sur le territoire de la commune.
Jusqu'en 1920 le nom de la commune était simplement Borso. L'appellation « del Grappa », a été ajoutée en hommage aux terribles combats qui se sont déroulés sur le Monte Grappa durant la Première Guerre mondiale (bataille de Vittorio Veneto).